# Rosina Lhévinne

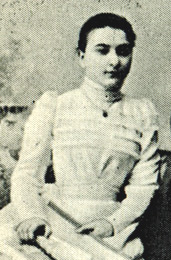
Rosina Lhévinne (Ausschnitt aus dem Bild Safonow mit seinen Schülern, spätes 19. Jahrhundert)

Rosina Lhévinne (* 29. März 1880 in Kiew; † 9. November 1976 in Glendale, geboren als Rosina Bessie) war eine russisch-US-amerikanische Pianistin und Musikpädagogin. Sie galt insbesondere als herausragende Klavierpädagogin. Sie war die Ehefrau des Pianisten Josef Lhévinne.

## Leben und Werk
Rosina Lhévinne wurde am 29. März 1880 in Kiew geboren, wuchs aber in Moskau auf. Ihr Vater, Jacques Bessie, war ein niederländischer Geschäftsmann, der eine Russin geheiratet hatte. Als Kind war sie sehr gebrechlich und wäre fast an einer Diphtherieerkrankung gestorben. Sie konnte nur durch die entschiedene Haltung ihrer Mutter, die gegenüber den behandelnden Ärzten eine Tracheotomie zur Rettung von Rosina forderte, wieder gesunden. Ihre Eltern, beides Hobbypianisten, ermunterten sie, ab ihrem 7. Lebensjahr Klavierunterricht zu nehmen. Ab ihrem 9. Lebensjahr studierte sie am Kaiserlichen Konservatorium von Moskau zunächst bei S. M. Remesov und später bei Wassili Safonow. Als einmal ihr Lehrer Safonow abwesend war, erhielt Rosina Bessie in Vertretung von ihrem Mitstudenten und späteren Ehemann Josef Lhevinne Klavierunterricht. Rosina Lhévinne berichtete darüber: Es war keine Liebe auf den ersten Blick. Diese Liebe entwickelte sich langsam und wir heirateten nach unserer Ausbildung als ich 18 Jahre alt war.
Das Paar lebte nach seiner Ausbildung zunächst zwei Jahre in Tiflis, ging dann zurück nach Moskau. Das Jahr 1906 verbrachte sie ihren Mann auf einer Konzerttournee begleitend in den Vereinigten Staaten. Vor dem Ersten Weltkrieg arbeitete Rosina Lhévinne zunächst allein in Wien, St. Petersburg und Berlin. Primär allerdings sorgte sie sich für die Familie und förderte die Karriere ihres Mannes. Sie überredete ihren Mann, der wieder in Tiflis unterrichtete, nach Berlin zu ziehen, da diese Stadt einem jungen, herausragenden Pianisten mehr Möglichkeiten bot. Bei Kriegsausbruch wurden die Familienmitglieder als russische Juden in Berlin festgesetzt. Das Ehepaar durfte nicht mehr öffentlich auftreten.
Zu Ende des Krieges siedelte die Familie – ihre Tochter war zu diesem Zeitpunkt bereits geboren – nach New York um. Sie lebte dort in Hew Gardens im Stadtteil Queens bis zum Tod ihres Mannes im Jahr 1944. Dann zog sie in die Stadt in die Nähe der Juilliard School. Das Ehepaar Lhévinne wurde in New York als Klavierduo bekannt. Rosina Lhévinne trat allerdings nach dem Tod ihres Mannes bis zu ihrem 75. Lebensjahr nicht mehr öffentlich auf. Generell trat sie in ihrem Künstlerleben nur selten öffentlich auf. Sie legte den Schwerpunkt auf den Unterricht. Sie unterrichtete bis in ihr 96. Lebensjahr.
Rosina Lhévinne und ihr Mann traten 1924 als Klavierlehrer in die Juilliard School ein. Rosina galt im Gegensatz zu ihrem Mann als die klar bessere Pädagogin, da sie ihren Schülern große Geduld und sehr viel Einfühlungsvermögen entgegenbrachte. Sie gab zahlreiche Meisterkurse in Los Angeles, Aspen und an der University of California in Berkeley. Zu ihren Schülern gehörten Van Cliburn, John Browning, Adele Marcus, Misha Dichter, Ralph Votapek, Jeffrey Siegel, Martin Canin, David Bac‐Blan, Joseph Schwarz, Kun Woo Paik sowie Joseph und Anthony Paratore. Als Klavierlehrerin förderte sie insbesondere eine spezielle Art von Gesangston im Vortrag, die Betonung der musikalischen Linie, eine musikalische Persönlichkeit ohne Exzentrizität und Spontaneität ohne Launenhaftigkeit.
Rosina Lhévinne spielte nur sehr wenige Tonträgeraufnahmen ein. Im Alter von 80 Jahren nahm sie 1960 Mozarts Klavierkonzert in C-Dur KV. 467 für das Label Columbia auf. Zwei Jahre später spielte sie Chopins Klavierkonzert Nr. 1 e-Moll Op. 11 ein. Aus dem Jahr 1935 existiert eine Aufnahme von Claude Debussys Fêtes, arrangiert für zwei Klaviere mit ihrem Mann gemeinsam eingespielt.

## Wertung
Der amerikanische Musikkritiker Harold C. Schonberg charakterisierte ihren Auftritt mit dem Klavierkonzert e-Moll von Chopin zusammen mit den New Yorker Philharmonikern 1963 folgendermaßen: „Sie produzierte einen warmen und vitalen Klang, der keinerlei Probleme aufwies und so durch das ganze Haus trug. Technisch gesehen war sie ein Wunder […]. Man könnte viele andere Dinge erwähnen, ein perfektes Legato, einen geräumigen und unversehrten Blick auf die Musik und einen feinen Sinn für Poesie.“
Der Pianist John Browning charakterisierte Lhévinne als Klavierpädagogin folgendermaßen: Sie zwang ihren Schülern nicht ihre Vorstellungen auf. „Sie bildet[e] den Schüler nicht nach ihrem eigenen Bild. […] Sie hat[te] die wunderbare Fähigkeit, die Persönlichkeit des Schülers [in der Ausbildung] vollkommen intakt zu lassen.“ Rosina Lhévinne zeigte großes Interesse an der persönlichen Entwicklung der ihr anvertrauten Schüler. Sie forderte sie auf, in Museen und Bibliotheken ihr kulturelles Wissen zu erweitern; sie forderte sie auf, „die Menschen zu lieben“; sie gab ihnen ihr Credo auf den künstlerischen Lebensweg mit: „Du spielst, was du bist!“
Rosina Lhévinne starb am 9. November 1976 im Alter von 96 Jahren an den Folgen eines Schlaganfalles im Haus ihrer Tochter in Glendale (Kalifornien).